# Lamá
Lamá (bürgerlich Luís Mamona João; * 1. Februar 1981 in Luanda, Angola) ist ein ehemaliger angolanischer Fußballspieler auf der Position des Torwarts. Er nahm mit der angolanischen Nationalmannschaft an der Fußball-Weltmeisterschaft 2006 in Deutschland teil.

## Karriere
Lamá spielte während seiner Karriere von 2001 bis 2018 ausschließlich in der heimischen ersten Liga. Mit insgesamt 16 Jahren verbrachte er den Großteil seiner Laufbahn bei Petro Atlético aus der Hauptstadt Luanda. Mit dem Klub wurde er 2008 und 2009 angolanischer Meister und zudem viermal Pokalsieger.
Lamá war zudem langjähriger Torwart der Nationalmannschaft. Von 2004 bis 2013 kam er in insgesamt 47 Länderspielen zum Einsatz. 2004 gewann Angola mit Lamá als Stammtorhüter die Südafrikameisterschaft. In den Qualifikationsspielen zur WM 2006 sowie beim Turnier selbst, für das sich Angola erstmals qualifizieren konnte, wurde hingegen João Ricardo eingesetzt. Lamá nahm als Ersatztorhüter an der WM teil und schied mit seiner Mannschaft nach der Vorrunde aus. In den Jahren 2008 und 2009 war er wiederum der Torhüter mit den meisten Länderspieleinsätzen für Angola und erreichte mit seinem Land 2008 erstmals das Viertelfinale bei einer Afrikameisterschaft. Nach 2009 kam er seltener zum Einsatz, war bei der Afrikameisterschaft 2013 jedoch noch einmal die Nummer eins im Tor Angolas. Nach dem Ausscheiden in der Vorrunde des Wettbewerbs wurde er nicht mehr eingesetzt.

## Erfolge

### Verein
- Angolanischer Meister: 2008, 2009
- Angolanischer Pokalsieger: 2002, 2012, 2013, 2017

### Nationalmannschaft
- Südafrikameister: 2004